# Ewa Decówna
Ewa Decówna (ur. 23 czerwca 1943 w Rypinie) – polska aktorka teatralna i filmowa.

## Życiorys

### Wczesne lata
Urodziła się i dorastała w Rypinie jako jedyna córka i jedno z pięciorga dzieci Ireny (z domu Mroczyńskiej) i Romana Deców. Jej matka była przewodniczącą Ligi Kobiet, pracującą w Polskim Czerwonym Krzyżu, a ojciec był instruktorem szachowym. Miała czterech braci: trzech starszych – Adama Mariana (1934-2010), Andrzeja (ur. 1937) i Ryszarda (ur. 1941) oraz młodszego Piotra (ur. 1945). W 1955 zmarła jej matka, wtedy ze względu na trudną sytuację rodziny, w wieku 12 lat Ewa na kilkanaście miesięcy trafiła do domu dziecka, a potem, wraz z młodszym bratem, przeniesiono ją do Domu Młodzieży „Młody Las” w Toruniu. Po ukończeniu Technikum Przemysłu Cukrowniczego, rozpoczęła studia w krakowskiej  PWST.

### Kariera teatralna
Po ukończeniu studiów, w 1966 zaproponowano jej angaż w Teatrze Polskim w Bielsku-Białej, gdzie grała w sezonie 1966/1967. Później występowała na scenach w całym kraju; od sezonu 1967/1968 przez dziesięć lat była związana ze sceną Teatru Śląskiego im. Stanisława Wyspiańskiego w Katowicach. Od 1977 zamieszkała w Warszawie, od sezonu 1977/1978 miała angaż w Teatrze Dramatycznym, skąd w 1989 przeszła do Teatru Ochoty. W sezonie 2000/2001 występowała na deskach Teatru im. Wojciecha Bogusławskiego w Kaliszu.

### Kariera ekranowa
Przygoda Ewy Decówny z filmem rozpoczęła w 1979 się od gry w jednym z odcinków cyklu filmowego Sytuacje rodzinne. Spośród granych ról największą popularność przyniosła jej mistrzowsko zagrana u boku Marty Lipińskiej postać Teresy Plińskiej w filmie Nad Niemnem. Na ekranach telewizyjnych na stałe zagościła w 1988 biorąc udział w pierwszej telenoweli W labiryncie. W późniejszych latach grała również w popularnych serialach Klan oraz Samo życie.

## Filmografia
- 2003: Show – matka Ali
- 2003: Nienasycenie – matka Zypcia
- 2002–2007: Samo życie – Urszula Borowiak
- 2000–2007: Plebania – Zyta
- 1991: Siódme piekło
- 1988–1991: W labiryncie – Maria Sokólska
- 1988: Mistrz i Małgorzata – „Bosman Żorż”, pisarka (odc. 1, 3, 4)
- 1987: Trzy kroki od miłości – siostra Maria
- 1986: Zielone kasztany – kwiaciarka pod pałacem ślubów
- 1987: Nad Niemnem – Teresa Plińska
- 1985: Menedżer – Iwona
- 1984: Rycerze i rabusie – Barbara Fałęcka
- 1981: Zderzenie
- 1980: Podróż do Arabii – Barbara
- 1980: Przed odlotem – lekarka Maria
- 1979: Sytuacje rodzinne: Bezpośrednie połączenie – Halina Brzezińska, przyjaciółka Wielowiejskich

### Gościnnie
- 2003–2005: Czego się boją faceci, czyli seks w mniejszym mieście – sprzedawczyni
- 2001: Miasteczko jako matka Krzysztofa
- 2000: 13 posterunek 2 – mama Kasi
- 1999–2025: Na dobre i na złe: jako Maria Bozowska, nauczycielka (odc. 180), oraz Barbara, powstaniec warszawski (odc. 957)
- 1997: Klan – pani Janik, kupująca mieszkanie od Rysia i Grażynki
- 1980: Punkt widzenia – Dorota, znajoma Tomka (odc. 6)

### Dubbing
- 2002: Roboluch
- 1997: Księżniczka Sissi – Arcyksiężna Zofia
- 1993: Huckleberry Finn
- 1992: Nowe podróże Guliwera
- 1988–1991: Szczeniak zwany Scooby Doo – Panna Shirley McFioł (odc. 1)
- 1984–1985: Tęczowa kraina

## Nagrody
- 1967 – Srebrna Maska w Katowicach
- 1972 – Srebrna Maska w Katowicach
- 1973 – nagroda WRN w Katowicach
- 1974 – Złota Maska w Katowicach
- 1974 – nagroda artystyczna wojewody katowickiego za rok 1973
- 1975 – Złota Maska w Katowicach
- 1977 – Srebrna Maska w Katowicach